# Jojo

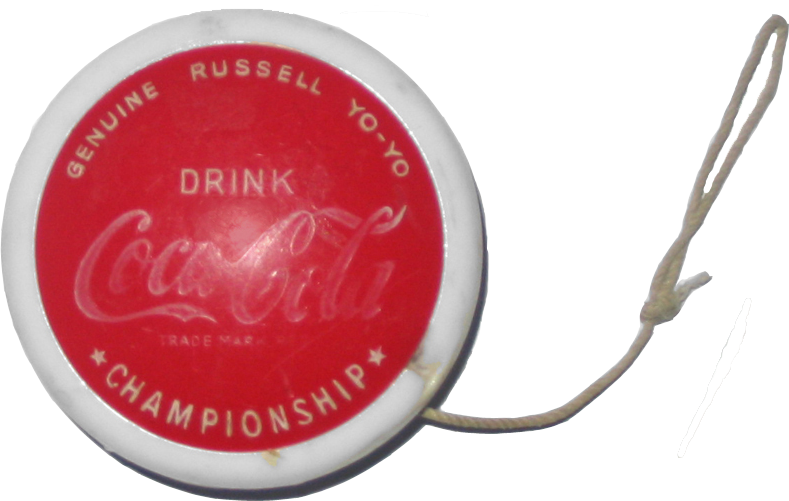
Jojo från 1960-talet, sponsrad av Coca-Cola.

En jojo är en leksak bestående av en trissa, sammansatt av två skivor, som sinsemellan är förenade med en axel. Kring axeln är ett tvinnat snöre fastsatt som utövaren håller i och jojon kan rullas upp och av detta snöre. När man kastar ut jojon får den en rotation som även får den att rulla in efter att den nått ändläget. Vanligtvis löper en ögla kring hela centrumaxeln så att jojon kan spinna, det vill säga rotera i ändläget utan att snöret rullar upp sig, men snöret kan också gå genom halva axeln så att spinn inte är möjligt.
I moderna varianter kan centrumaxeln vara utformad som ett kullager vilket kan ge möjlighet till spinntider uppemot 15 minuter. Snöret på en jojo slits medan det används och man kan behöva byta till ett nytt snöre för att erhålla bästa prestanda hos jojon och för att inte riskera att snöret går av. Många jojoar går att skruva isär så att man enkelt kan byta ut snöret. I annat fall kan man tvinna upp snöret och trä av det över jojons ena sida.
I överförd bemärkelse, används uttrycket att "åka som en jojo" ofta om något som flera gånger åker ner och upp i något avseende. Exempelvis kan ett idrottslag som hela tiden växlar mellan en högre och en lägre division i sin sport, således kallas för ett "jojolag". Ett annat exempel är en person som ofta och kraftigt går upp och ned i vikt och som man då brukar kalla för "jojobantare".

## Historia

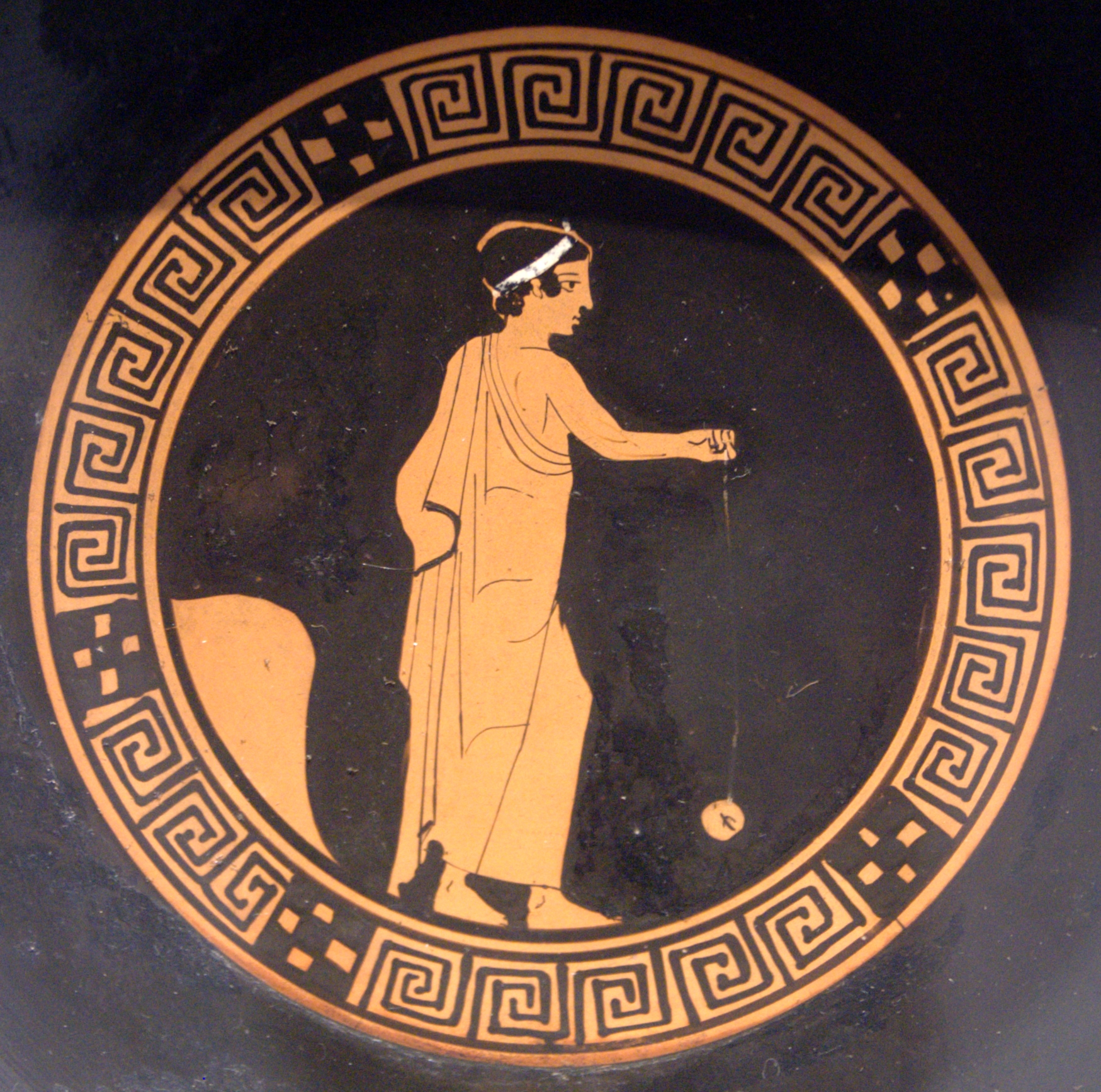
En pojke leker med en terrakotta-jojo, avbildad på en kylix från Attika, cirka 440 f.Kr.

Jojon, som var i bruk i början av 1790-talet i Frankrike, omtalas förmodligen av Johan Henric Kellgren i "Dumboms leverne".
Världens största jojovåg började på 1930-talet i USA. Den var ingen tillfällighet utan ett samarbete mellan affärsmannen Donald Duncan och tidningsmagnaten William Randolph Hearst. Hearst gjorde reklam i sina tidningar för Duncans Yo-yo, och var och en som ville vara med och tävla i Duncans jojotävlingar var tvungen att värva tre abonnenter för Hearsts tidning. Donald Duncan engagerade dessutom skickliga jojoartister att uppträda för att ytterliga höja jojofebern. På detta sätt sålde Duncan bara i Philadelphiaområdet tre miljoner jojoar på en månad 1931.
Kalmartrissan är en träjojo som började tillverkas 1932. Den är troligen Sveriges mest sålda jojo. Kalmartrissan tillverkas av Elfversons träsvarveri i småländska Påryd. Den tillverkades både i svart och rött utförande. 
Jojandet fick en renässans i Sverige på 1950-talet. Dels importerades flera olika fabrikat och utföranden, dels anordnades jojo-tävlingar och uppvisningar. Det höll i sig ett tag, men minskade sedan åter. Från 1960-talet har den offentliga aktiviteten varit mindre.

## Trissan
De flesta moderna jojoar går att plocka isär och ihop av utövaren själv. Detta möjliggör att komponenter såsom snöre och centrumaxel enkelt kan bytas. Oftast plockas jojon isär genom att man skruvar på de två skivorna. Med en sådan montering riskerar dock åtskruvningen/justeringen att rubbas när man leker med jojon och därför finns även andra anordningar för isärplockning.
Vissa jojoars känslighet kan ställas in genom att man skruvar isär eller ihop skivorna. När de på en sådan jojo är ihopskruvade maximalt innebär det att jojon lättare greppar snöret och kan vara svårare att få den att spinna eller att spinna länge. Ju mer man skruvar isär skivorna desto lättare är det att få jojon att spinna och få den att spinna länge, men istället reagerar den inte lika lätt på ett ryck när man vill få upp den, den greppar inte tråden lika enkelt.

## Typer av jojoar

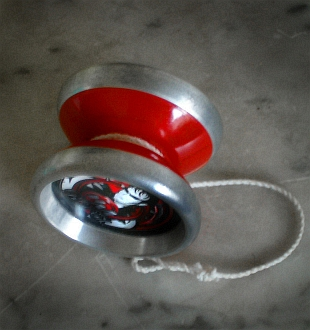
Jojo av så kallad butterfly-typ

Hos en jojo av så kallad butterfly-typ är de två skivorna utåtböjda där tråden löper för att man enklare skall kunna fånga jojon mitt på tråden, likt en diabolo.
I vissa varianter är lysdioder inbyggda i en genomskinlig trissa, och som blinkar när jojon roterar.

### Vattenjojo
En variant på jojon är vattenjojon med ett elastiskt band och en geléartad kula i änden. År 2003 utfärdade Konsumentverket en varning för vattenjojon efter att en nioårig pojke i Frankrike varit nära att strypas av leksaken.

## Tävlingsjojande
När man tävlar inom jojning finns det 9 olika discipliner:
- 1A jojaren använder en vanlig jojo som kan spinna länge för att göra snörtrick.
- 2A jojaren använder 2 st jojoar på samma gång för att göra bland annat looptrick, ibland uppvisat tillsammans med andra akrobatiska rörelser.
- 3A jojaren använder 2 st jojoar som kan spinna länge.
- 4A jojaren använder en jojo som inte sitter fast i änden på snöret. Oftast kastas jojon upp i luften och försöks sedan fångas på snöret igen.
- 5A jojaren använder en jojo med en motvikt i ena änden istället för att fästa den kring sitt finger.
- AP freestyle.
- CB (Combined Division) vanligast på världstävlingar, där spelaren måste uppvisa färdigheter i flera discipliner
- 1S jojaren ska utföra 25 snörtrick och får bara missa ett av dem.
- 2S jojaren ska utföra 25 looptrick och får bara missa ett av dem.

De tävlande tar ofta med sig ett sätt av jojoar upp på scen utifall ett byte skulle behöva göras på grund av knutar på eller trassel med snöret (vanligt vid snörtrick), att snöret går av (vanligt vid looptrick) eller att man tappar jojon (vanligt vid offstring-trick, 4A).